# محمد أحمد هلال
محمد أحمد هلال يونس هو أحد أهم علماء المحركات المصريين في القرن العشرين، وهو خبير في تصنيع المحركات الميكانيكية الخاصة بالجرارات الزراعية والسيارات والمعدات الثقيلة، وكان الخبير الرئيسي في مشروع التوسع على مياه السد العالي في فترة الستينات.

## نشأته وتعليمه
ولد محمد أحمد هلال يونس في 28 يوليو 1937 بمدينة طنطا بجمهورية مصر العربية، وفي سن الثمان سنوات، كان شديد التعلق بالسيارات وأجزائها ومحركاتها، والتحق بمدرسة طنطا الثانوية الميكانيكية، وتخرج منها في عام 1956، وكان في هذا الوقت يطلق لقب «باشمهندس» على من يتخرج من هذه المدرسة.
من أقواله، في إشارة إلى طمي السد العالي: «إن الله خلق أربعة أشياء هم، الأرض، فبدون الطمي لا يمكن زراعتها، ثم الطمي لتغذية الأرض، ثم الإنسان في أحسن تقويم، ثم الماء لكل شيء حي، وهي منظومة لا يجوز العبث بها، وأرى أن البديل الآن أصبح الكيماويات والهرمونات، مما تسبب في إتلاف جميع أجزاء الإنسان، فتسبب ذلك بإصابة الناس بفشل كلوي وفيروس كبدي وجميع أمراض الدم والسمع والنظر والقلب وهشاشة العظام والزهايمر، والمرض الأخير ناتج عن المسح الكيميائي للذاكرة، وهذه الكيماويات موجودة في الإنتاج الزراعي الذي يتناوله الإنسان في طعامه اليومي.»
بجانب العلم، فإن ل«هلال» ميول أدبية وشعرية وسياسية يستعرض فيها العلاقات الإنسانية والواقع المصري، ويحتفظ بكتاباته حولها، ويرى أنها خواطر تراوده من حينٍ إلى آخر.

## الوظائف والمهام
في فترة الأربعينات، كان يقوم بتصنيع الجرارات الميكانيكية في مصنع فورد في منطقة سموحة بمدينة الأسكندرية.
كان المسؤول عن الإدارة الميكانيكية في شركة طنطا موتورز، وكان عضو مجلس إدارتها منذ عام 1957 وحتى عام 1968.
حصل على دبلومة من مركز الأبحاث والعلوم والتكنولوجيا التابع لشركة ديفيد براون الإنجليزية عام 1963، وبعدها تمت الاستعانة به كخبير في فرع مصانع ديفيد براون في لبنان لتصنيع الجرارات الزراعية، وكان وقتها الخبير الوحيد في الشرق الأوسط.
اشترك في مشروع التوسع على مياه السد العالي، وكان الخبير المسؤول والرئيسي عن المشروع، وذلك تحت إشراف وزارتي الري والزراعة وجميع الشركات المشتركة في توريد الآلات، واكتشف أن هناك خطأ في جسم السد العالي، حيث أن من قام ببناء السد هم الروسيين، وهم غير متخصصين في بناء السدود، أما الغرب فهو المتخصص في ذلك، ونتج عن هذا احتجاز الطمي أمام وعلى جانبي وخلف السد العالي، مما تسبب في إتلاف تربة الأرض الزراعية في مصر، حيث أن وجود طمي فوق المياه بشكل تناوبي يتسبب في دخول المياه إلى التوربينات (المولدات الكهربائية) ويمكنه أن يُحدث انفجار يُغرق مصر. في هذا الصدد، حاول مراسلة كبار مسؤولي الدولة، ولم ينصت له أحد، إلى أن تم تحديد إقامته ومنعه من السفر في عهد الرئيس حسني مبارك، وكذلك منعه من الحديث إلى وسائل الإعلام، وذلك بسبب أنه قد شرح نظريته علمياً وأرسلها إلى رئيس الجمهورية عام 2007، بل وقام بانتقاده في رسالته.
في السبعينات، ذهب إلى دولة ألمانيا لعمل تعديل لمحرك ديزل في مصنع «فيب» لإنتاج محركات الديزل بمدينة برلين، واعتمدوا تعديله وتقاضى على ذلك أجراً، بل وتم وضع صوره على كتالوج المحرك في ألمانيا، وتم اعتماده كخبير رسمي في المصنع.
في عام 1973، تم اختياره وانتدابه من قبل الحكومة المصرية للسفر إلى ألمانيا، من أجل الإشراف على تصنيع توربينات السد العالي. في الواقع، ذهب محمد هلال إلى ألمانيا أربع مرات، يُطلب فيها كخبير، وذلك في فترتي السبعينات والثمانينات، ومن كثرة الخطابات الأجنبية المُرسلة إليه من شركات ومصانع محركات الديزل في ألمانيا في فترة الثمانينات، كان هناك اضطهاد واضح يُمارس ضده من قبل الدولة، وذلك في عصري جمال عبد الناصر والسادات.
في الثمانينات، جاء «كارلوس كار» - أحد أكبر ملاك مصانع محركات الديزل في الهند - إليه خصيصاً في مدينة طنطا، لتعديل محرك له.
في عام 2007، نشرت جريدة المساء مقالاً له بعنوان «ما أحوجنا لما وراء السد العالي!»، ويتحدث فيه عن بحث علمي قام بتجهيزه منذ سنوات عن أزمة معدن النحاس في مصر، وتم استدعاؤه من قبل وزير الصناعة الأسبق رشيد محمد رشيد إلى ديوان الوزارة للاستفسار منه عن البحث الذي قام بإجرائه عن تركيبة معدن لنحاس في عياراته ودرجاته. قام بعرض المشروع عليه، ويتلخص في الاستعانة بخبراء من ألمانيا وعدة دول أوروبية لإنشاء مصانع في مصر، ويتم منحهم 25 كيلومتر في صحراء سيناء، على أن تكون الشروط المصرية هي، تشغيل 80% من العمالة المصرية وتوفير المسكن والمدارس والعلاج المجاني لهم ولأسرهم بدون أجر، وكذلك توفير التعليم الجامعي كالهندسة والعلوم، وبناء طرق ومستشفيات لجميع أسر العاملين المصريين مجاناً، أي مسؤولية مدنية واجتماعية وأسرية، وتوفير معدن النحاس لمصر بسعر التكلفة، والفائض للتصدير، وتصنيع خام النحاس بجميع درجاته وعياراته حسب المواصفات العالمية، وبعد 25 عام، يتم منحهم 25 كيلو متر آخر لبناء مصنع جديد متطور، وتكون مصر شريكة للمُصنعين بنسبة 60%، ويتم طرح أسهم للمصريين للمشاركة في هذا المصنع حتى تصل نسبة امتلاك المصانع للمصريين 80%، فتنشأ أجيال وعلماء وخبراء بتكلفة اقتصادية. وكان الرد من وزير الصناعة في هذا الوقت، هو أن هذا الأمر فوق اختصاصه، وأحال محمد هلال إلى رئيس مجلس الوزراء، وقام الأول بتحديد موعد مع وزير الصناعة للقاء الأخير الذي قال أيضاً أن هذا الأمر فوق اختصاصه، وأحاله رئيس الوزراء إلى رئيس الجمهورية الذي قام بالتوقيع على الأوراق بصيغة «الجهات الإدارية وشأنها.»
في عام 2009، قام وزير الصناعة رشيد محمد رشيد بإرسال طلب لمحمد هلال لمقابلته في مقر الوزارة من أجل الاستعانة به في تحديث الصناعات في مصر.
محمد هلال - إلى الآن - هو صاحب شركة «كايرو موتورز»، وهي عبارة عن ورشة خراطة تقع في 8 شارع عمر زعفان بمدينة طنطا، وهو الوحيد الذي يقوم بعمل تعديلات لجميع الأجزاء الميكانيكية، بسبب عدم استيراد جميع قطع الغيار الخاصة بالآلات الزراعية، ولا يوجد توكيلات لها في مصر، وذلك لأن الفلاح المصري لا يتحمل الجمارك والضرائب والرسوم المفروضة على هذه الآلات من قبل الدولة.

## المناصب
عضو اتحاد الصناعات المصرية بجمهورية مصر العربية
عضو غرفة الصناعات الهندسية بجمهورية مصر العربية
عضو هيئة تنمية الصناعات وتحديثها بجمهورية مصر العربية
عضو سابق بمجموعة اتحاد مصانع الكيميكو بدولة ألمانيا
عضو معتمد في وكالة الأبحاث الدولية إنتريجنس

## وصلات خارجية
- موقع محمد أحمد هلال في وكالة الأبحاث الدولية، إنتريجنس نسخة محفوظة 26 أبريل 2012 على موقع واي باك مشين.
- مدونة محمد أحمد هلال
- السيرة الذاتية الموثقة لمحمد أحمد هلال